# Grímsvötn
Grímsvötn är en vulkan och flera insjöar som ligger under den isländska glaciären Vatnajökull. Under sjöarna ligger vulkanens väldiga magmakammare. Sjöarna ligger på 1 725 meters höjd över havet. Vid utbrott orsakas så kallade jökellopp.

## Jökellopp
Vulkanens läge under en glaciär medför att is smälter och stora mängder vatten forsar ner mot vulkanens omgivningar. 
Utbrott under glaciären förorsakar vanligtvis subglaciala störtfloder, som på isländska är kända som jökellopp.  Vulkanutbrott kan smälta tillräckligt med is för att fylla Grímsvötnkalderan med vatten, och trycket kan ibland bli tillräckligt stort för att plötsligt lyfta hela istäcket, något som leder till att stora mängder vatten på kort tid flödar ut. På grund av detta övervakas kalderan noga av forskare. När ett stort utbrott skedde 1996 visste geologerna god tid i förväg att ett jökellopp var nära förestående. Detta skedde flera veckor före utbrottet, men övervakningen möjliggjorde att man kunde stänga den isländska Ringvägen innan översvämningen var ett faktum. En vägsträcka som går över Skeiðarársandur blev bortsköljd av översvämningen, men ingen skada uppstod.

## Utbrotten 1998 och 2004

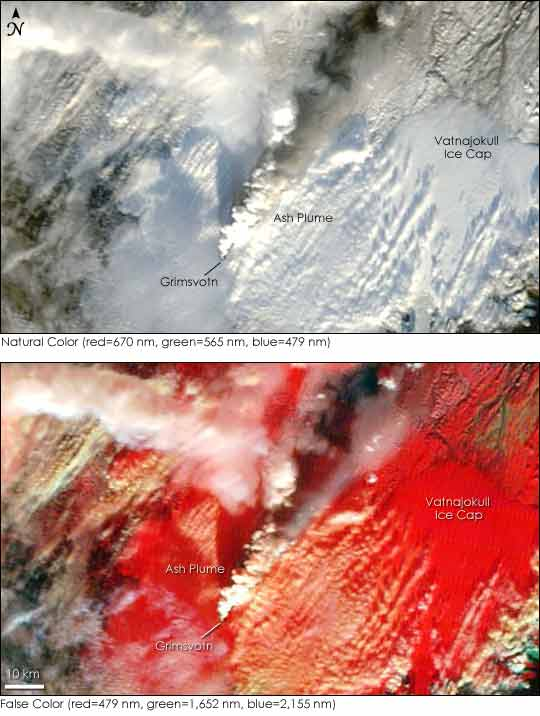
Satellitbilder från Grímsvötns utbrott i november 2004

Ett veckolångt utbrott skedde vid Grímsvötn med början 28 december 1998, men inget jökellopp uppstod. I november 2004 skedde också ett veckolångt utbrott. Vulkanisk aska från utbrottet föll ner så långt bort som på det europeiska fastlandet och förorsakade tillfälliga problem för flygtrafiken till och från Island, men inget jökellopp uppstod denna gång.

## Förebud 2010 om kommande utbrott
Skakningar i berget som noterades två gånger runt Grímsvötn 2 och 3 oktober 2010, tydde möjligen på ett nära förestående utbrott. Samtidigt blev en plötslig inflation uppmätt i vulkanen med GPS, vilket tydde på magmarörelser under berget. 1 november 2010 forsade smältvatten från Vatnajökull ner i sjön, och det tydde på ett utbrott i den underliggande vulkanen.

## Utbrottet 2011

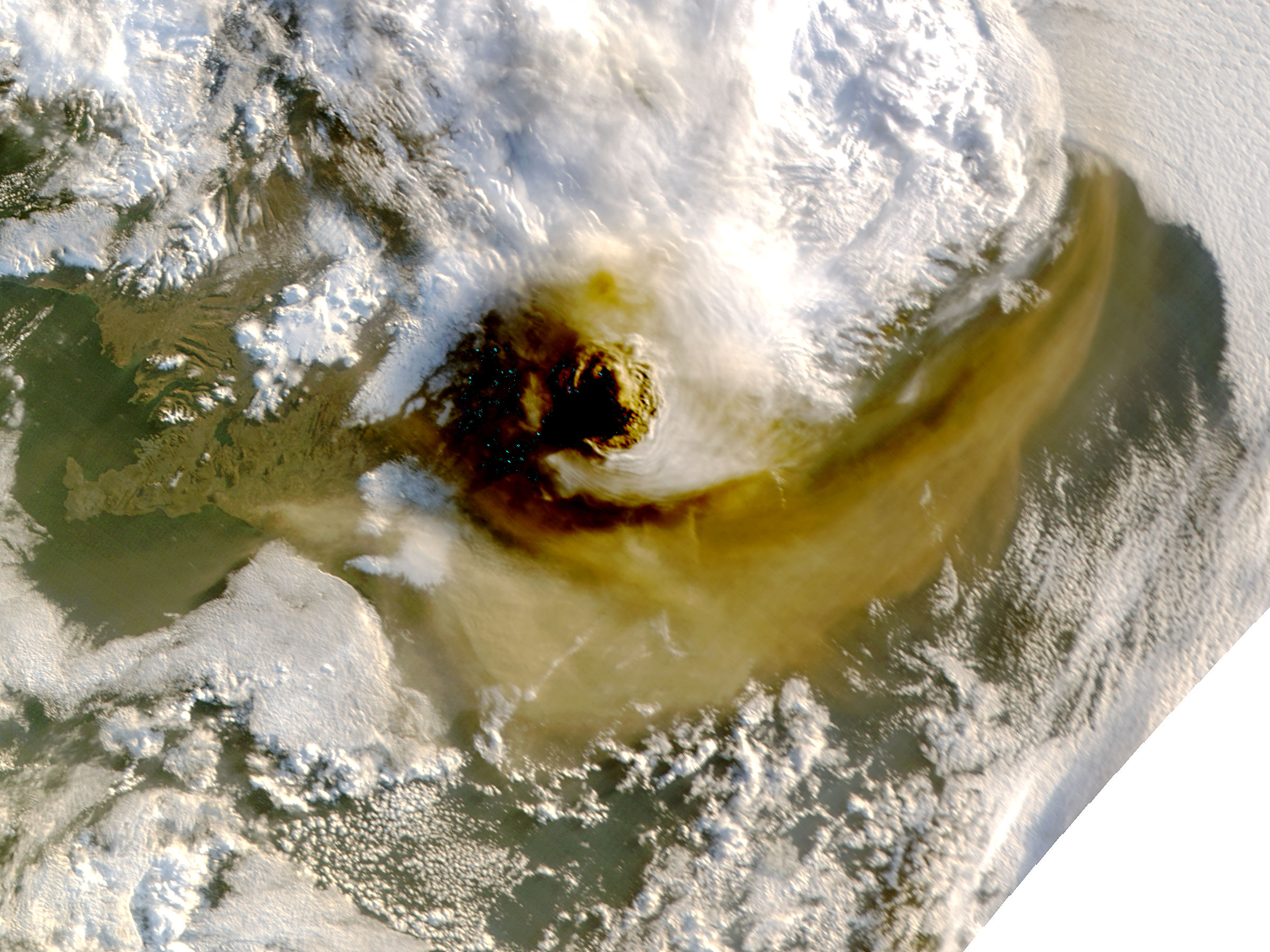
Satellitbild från 22 maj 2011 av den vulkaniska plymen över Island

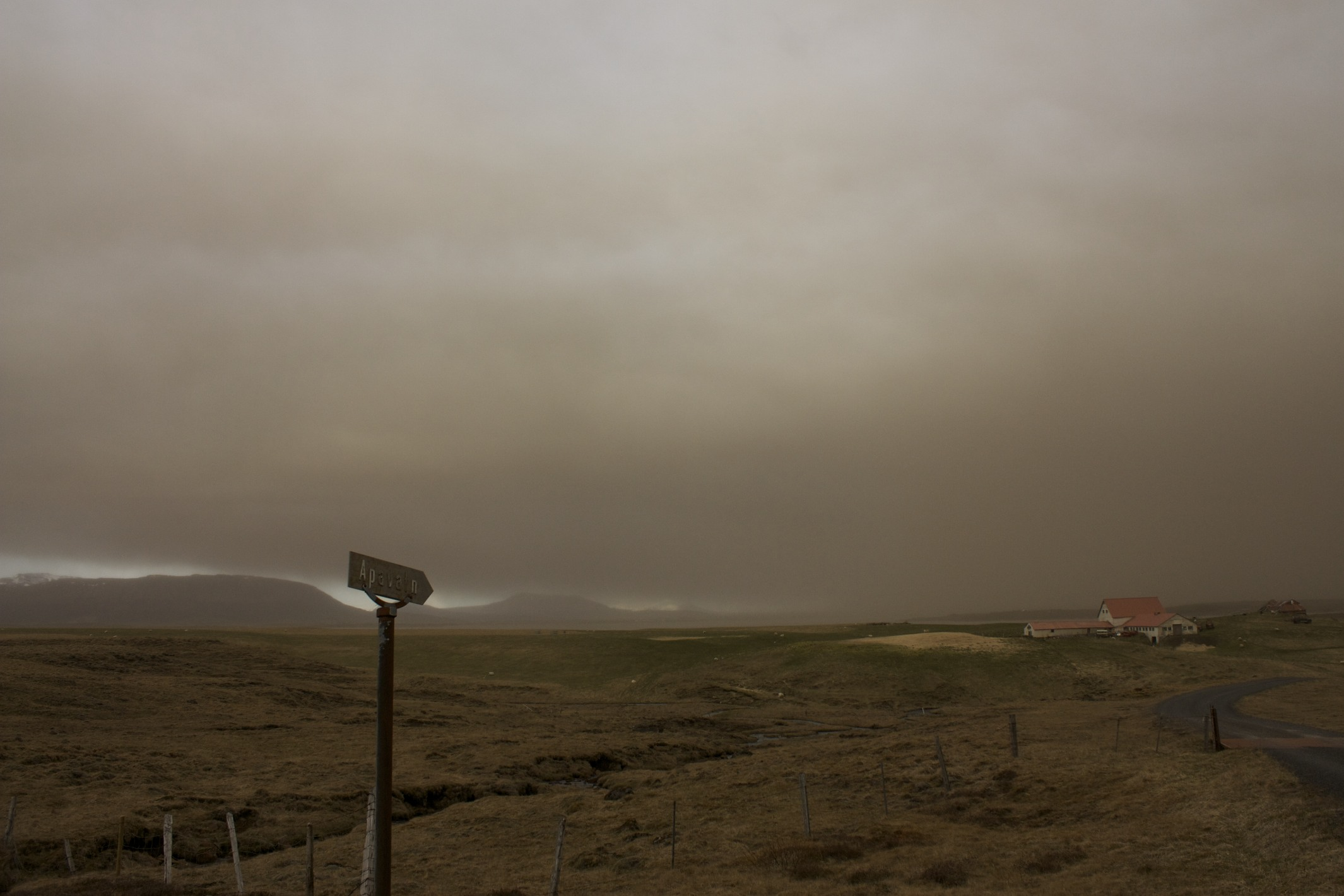
Utsikt över det isländska landskapet nedanför askmolnet under utbrottet 2011

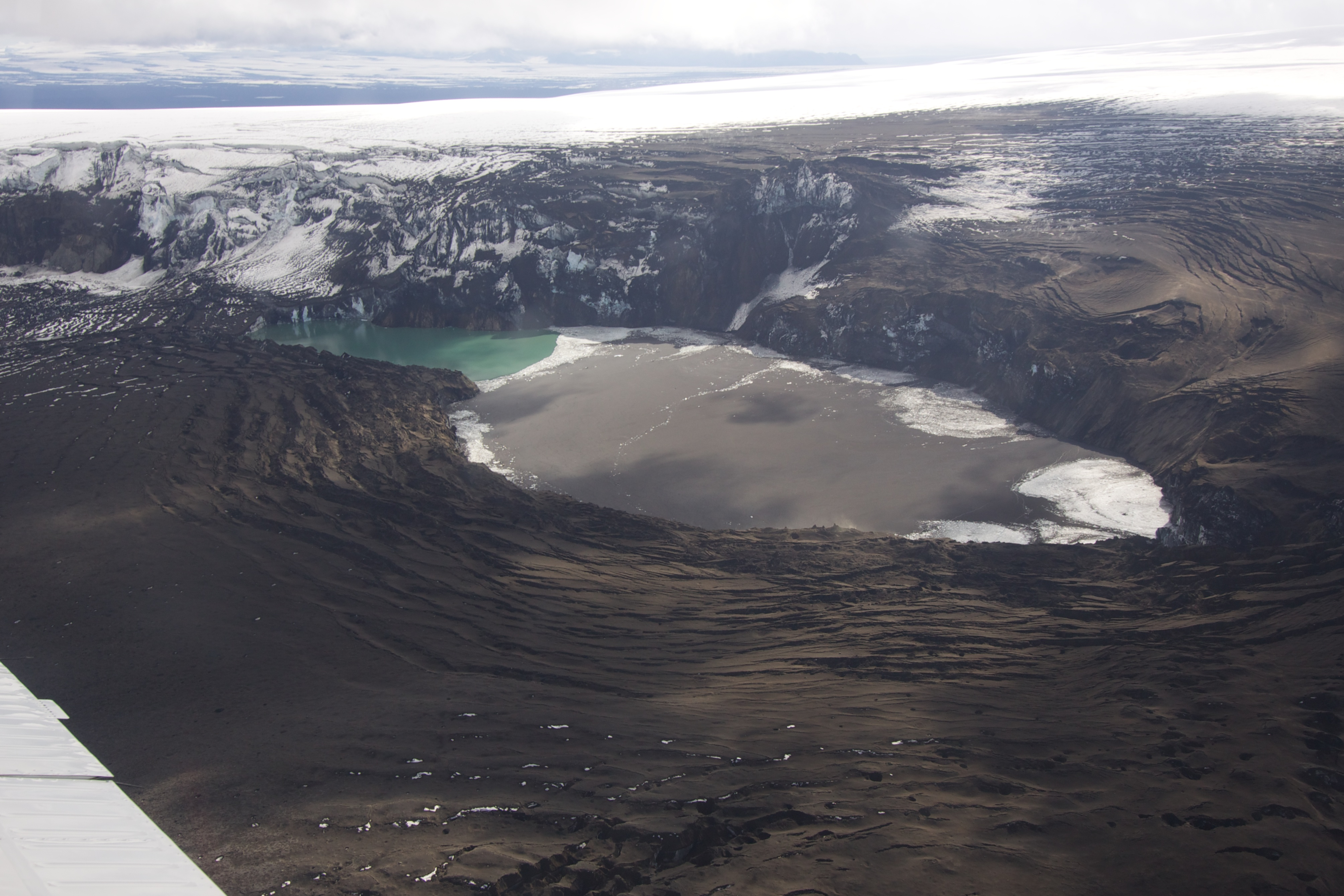
Grímsvötn i augusti 2011. Aska som täcker den omgivande snön och isen

Den 21 maj 2011 klockan 19:25 UTC, fick Grímsvötn ett utbrott, med 12 kilometer höga plymer, åtföljt av ett flertal jordskalv. Resultatet blev att 900 flygningar ställdes in på Island, i Storbritannien, Grönland, Tyskland, Irland och Norge 22–25 maj. Fram till 25 maj hade utbrottet blivit större än det var vid Eyjafjallajökulls utbrott 2010. Utbrottet upphörde 02:40 UTC 25 maj 2011, men det var fortfarande en del explosiv aktivitet med pyroklastiskt material som föll ner på området närmast kratern.
Den 22 maj stängdes all flygtrafik till och från Reykjavík. Dessförinnan hade vulkanen utbrott 2004.

## Bakterier i sjöarna
Sommaren 2004 fann forskare bakterier i vattnet i Grímsvötnsjöarna under glaciären. Detta var första gången man hade funnit bakterier i insjöar under en glaciär. På grund av den geotermiska värmen fryser aldrig sjöarna helt. Bakterierna kan också överleva på mycket små mängder syre.
Forskarna sätter likhetstecken mellan detta och landskapet på Mars på grund av att man också funnit spår efter vulkanisk aktivitet och glaciärer på planeten.  Man hoppas att detta kan vara till hjälp i forskarnas sökande efter liv på Mars.